# Річард Шварц
Річард С. Шварц (народився 14 вересня 1949 р.) — американський психотерапевт, доктор психологічних наук, професор кафедри психіатрії Медичної школи Гарвардського університету, автор моделі внутрішніх сімейних систем (IFS), яка стала революційним підходом у сучасній психотерапії.

## Кар'єра
Річард Шварц здобув ступінь доктора філософії у шлюбній та сімейній терапії в Університеті Пурдью. Свою кар'єру розпочав як сімейний терапевт в Університеті штату Іллінойс та Північно-Західному університеті, а згодом став професором кафедри психіатрії Гарвардської медичної школи.
У 2000 році Шварц заснував Центр самостійного лідерства, який у 2019 році був перейменований на Інститут IFS.

## Внутрішні сімейні системи (IFS)
У 1980-х роках Шварц розробив модель внутрішніх сімейних систем (Internal Family Systems, IFS), яка базується на ідеї, що особистість людини складається з множинних субособистостей або «частин», кожна з яких має свої унікальні якості та функції. Цей підхід спрямований на гармонізацію внутрішнього світу людини шляхом визнання, прийняття та інтеграції всіх її частин.
Публікації:
- Немає поганих частин. Як відновити цілісність і вилікуватися від травм[2]
- Introduction to the Internal Family Systems Model, Second Edition
- Internal Family Systems: Skills Training Manual (co-authored with Frank G. Anderson & Martha Sweezy)
- The Mosaic Mind: Empowering the Tormented Selves of Child Abuse Survivors (co-authored with Regina A. Goulding)
- You Are The One You've Been Waiting For: Bringing Courageous Love To Intimate Relationships
- Many Minds, One Self: Evidence for a Radical Shift in Paradigm (co-authored with Robert R. Falconer)
- Handbook of Family Therapy Training and Supervision (Edited by Howard A. Liddle, Douglas C. Breunlin, and Richard C. Schwartz)